# マージン・コール
『マージン・コール』（原題：Margin Call）は、2011年のアメリカ映画。アメリカ大手投資銀行（リーマン・ブラザーズをモデルとしている）の24時間を舞台とし、2007年に発生したリーマン・ショック/世界金融危機に焦点を当て、金融危機のあいだに従業員たちが取る行動が描かれる。
2011年1月にサンダンス映画祭で初上映され、10月21日にアメリカ合衆国で劇場公開された。日本では劇場公開されず、2012年2月3日にDVDが発売された。

## あらすじ
ウォール街のとある投資銀行で、非公表の大量解雇が断行された。即日退去を言い渡されたリスク管理部門の責任者エリック・デール（スタンリー・トゥッチ）は、「Be careful.（用心しろ）」という意味深な言葉を残し、USBメモリーを部下のピーター・サリヴァンに手渡した。その晩、USBのデータを分析したピーターは、会社のポートフォリオにおける不動産担保証券（MBS,いわゆるサブプライム商品）の価格変動率(Volatility)が、HV（ヒストリカル・ボラティリティ；過去のデータに基づいて算出した変動率）を上回る可能性があることに気が付いた。過度のレバレッジにより会社の資産が25%減少すれば、時価総額(Market cap)を上回る損失を負いかねない。すなわち、会社は総資産を超える損害リスクのある大量のMBSを保有している、という結論に達する。既に状況は逼迫しており、明日にもリスクが顕在化する危険があった。上司のウィル・エマーソン（ポール・ベタニー）とサム・ロジャース（ケヴィン・スペイシー）は緊急役員会の招集を進言する。会社の存亡の瀬戸際で役員達が導き出した結論は、市場が気付く前に全ての不良資産(Toxic assets)を早急に売りさばくことだった。サムは「無価値のものを誰にも知られないように売りぬく」という決定は、顧客や市場の信頼を失うことが明白であり、自分の信念に反すると社長に抵抗する。エリックも脅され会社に戻される。結局、取締役会の決定として出された指示を部下に伝達し、実行する。当然の事ながら自分もリストラされると覚悟していた。しかし、成し遂げたサムが聞いたのは「お前は生き残った」という言葉だった。「MBSを売り抜くことを指示した」自分の部下の多くが解雇されている中、自分だけ生き残ったことを知り、サムはいたたまれず社長に「辞める」というが……

## キャスト
| 役名                 | 俳優                     | 日本語吹替     |
| -------------------- | ------------------------ | -------------- |
| サム・ロジャース     | ケヴィン・スペイシー     | 石原辰己       |
| ウィル・エマーソン   | ポール・ベタニー         | 西垣俊作       |
| ジョン・チュルド     | ジェレミー・アイアンズ   | 龍波しゅういち |
| ピーター・サリヴァン | ザカリー・クイント       | 畠山豪介       |
| セス・ブレッグマン   | ペン・バッジリー         | 佐藤俊輔       |
| ジャレッド・コーエン | サイモン・ベイカー       | 瀬水暁         |
| マリー・ロジャース   | メアリー・マクドネル     |                |
| エリック・デール     | スタンリー・トゥッチ     | 真田雅隆       |
| サラ・ロバートソン   | デミ・ムーア             | 白土麻子       |
| ラメシュ・シャー     | アーシフ・マンドヴィ     | 八木隆典       |
| ヘザー・バーク       | アシュリー・ウィリアムズ | 吉利麻里       |
| ルイス・カーメロ     | アル・サピエンザ         | 八木隆典       |

## 製作
当初は自主映画として制作された。主要撮影は2010年1月21日にニューヨークで始まった。80パーセント以上はワン・ペン・プラザの42階で撮られた。本作はザカリー・クイントの製作会社であるビフォア・ザ・ドア・ピクチャーズによって製作された。

## 公開
2011年1月にユタ州パークシティで行われたサンダンス映画祭でプレミア上映された。翌2月には第61回ベルリン国際映画祭のコンペティション部門で上映され、金熊賞を争った。

### 評価
Rotten Tomatoesでは99件のレビューで肯定的なものは86%となっている。Metacriticでは37件のおレビューでポジティブなものが31件、どちらともいえないものが5件であり、ネガティヴなものが1件であり、平均点は100点満点で76点となった。『ザ・ニューヨーカー』では「これまで作られたウォール街映画で最高」と書かれた